# درباره بی‌کرانگی
دربارهٔ بی‌کرانگی (سوئدی: Om det oändliga) یک فیلم در ژانر درام به کارگردانی روی آندرشون است که در سال ۲۰۱۹ منتشر شد.